# به جیلیان در جشن تولد ۳۷ سالگی‌اش
به جیلیان در جشن تولد ۳۷ سالگی‌اش (به انگلیسی: To Gillian on Her 37th Birthday) فیلمی محصول سال ۱۹۹۶ و به کارگردانی مایکل پرسمن است. در این فیلم بازیگرانی همچون پیتر گلگر، کلر دینز، کتی بیکر، وندی کروسون، بروک آلتمن، میشل فایفر، فردی پرینز و ست گرین ایفای نقش کرده‌اند.